# Trichoramalina crinita
Trichoramalina crinita är en lavart som först beskrevs av Edward Tuckerman, och fick sitt nu gällande namn av Rundel & Bowler. Trichoramalina crinita ingår i släktet Trichoramalina och familjen Ramalinaceae.   Inga underarter finns listade i Catalogue of Life.